# Decisamente Loredana
Decisamente Loredana è un album dal vivo di Loredana Bertè, pubblicato nel 1998 dalla Farita e distribuito da   Sony Music.

## Descrizione
L'album raccoglie quattordici brani registrati con un'orchestra di sessanta elementi diretta dal M° Mario Natale, e due brani inediti da studio: Solitudini e Portami con te, che ottiene un buon riscontro radiofonico, aggiudicandosi il premio della critica al programma televisivo Un disco per l'estate 1998.
Il brano In alto mare è cantato in duetto con Renato Zero.

## Tracce
1. Portami con te (inedito, studio) – 4:21 (Philippe Leon, Loredana Bertè)
2. Amici non ne ho – 4:44
3. Il mare d'inverno (Dal vivo) – 4:58
4. Ninna nanna – 4:33
5. Voglio di più – 3:40
6. Mi manchi – 4:30
7. ...E la luna bussò (Dal vivo) – 4:40
8. Luna – 4:39
9. Zona venerdì – 5:26
10. Ragazzo mio – 3:40
11. Sei bellissima – 4:32
12. Dedicato – 4:02
13. Petala – 3:48
14. Non sono una signora – 3:57
15. In alto mare (feat. Renato Zero) – 4:14
16. Solitudini (inedito) – 4:15 (Philippe Leon, Loredana Bertè)

Durata totale: 69:59

## Crediti
- Arrangiamento: Orchestra Aurora di Mario Natale
- Batteria: Claudio Mastracci
- Basso: Rossano Eleuteri
- Chitarra: Vincenzo Mancuso, Nicola Costa
- Tastiera: Luca Tosoni
- Pianoforte: Giampiero Grani
- Cori: Luca Velletri, Claudia Arvati, Lilla Costarelli, Maria Grazia Fontana
- Produzione: Nando Sepe
- Foto di copertina e interne: Bruno Marzi
- Coordinamento grafico per Sony: Rudy Zerbi